# تيزا (فلم)
تيزا (بالأمهرية: ጤዛ) (بالإنجليزية: Teza) (بمعنى العودة) هو فيلم درامي إثيوبي سنة 2008 حول فترة الدرغ في إثيوبيا. فاز الفيلم بالجائزة الأولى في المهرجان الأفريقي للسينما والتلفزيون سنة 2009. الفيلم من إخراج وكتابة هايلي جيريما.

## القصة
تدور أحداث الفيلم في إثيوبيا خلال السبعينيات، ويحكي تيزا قصة شاب إثيوبي يعود من ألمانيا الغربية وهو طالب دراسات عليا. يعود أنبربر إلى بلد في ذروة الحرب الباردة وتحت نظام منغيستو هايلي مريم الماركسي. يعمل في مؤسسة صحية وهو يشهد جريمة قتل وحشية ويجد نفسه على خلاف مع الحزب الثوري الذي يُدير البلاد. يأمره النظام بتولي منصب في ألمانيا الشرقية، فيغتنم هذه الفرصة للهروب إلى الغرب حتى يسقط جدار برلين ويسقط النظام العسكري الإثيوبي.
يبلغ أنبربر 60 عامًا، ويعود أخيرًا إلى قريته. على الرغم من أنه يشعر بالراحة من والدته المسنة، إلا أنه يشعر بالغربة عن من حوله بسبب غيابه عن المنزل لفترة طويلة ويصاب بخيبة أمل ومطاردة لماضيه.

## الإنتاج
وفقًا للمخرج هايلي جيريما، وهو أيضًا المنتج التنفيذي والكاتب، استغرق صنع تيزا 14 عامًا.[بحاجة لمصدر] خضعت الكتابة لتغييرات خلال تلك السنوات. كان لابد أن يخضع جدول عمل تيزا، وخاصة التصوير في ألمانيا، لتغيير جذري بسبب مشكلات التمويل التي أدت إلى خفض فترة التصوير المقرر لها من 3 أسابيع إلى 10 أيام.[بحاجة لمصدر] كانت هناك فجوة لمدة عامين بين التصوير في إثيوبيا في أغسطس 2004 وبداية التصوير في ألمانيا نوفمبر 2006.[بحاجة لمصدر]
تمكن الفيلم من تحقيق شعبية كبيرة، مما أدى إلى دعوته للعرض في العديد من المهرجانات السينمائية. شهد لأول مرة ارتفاع شعبيته في مهرجان البندقية السينمائي الدولي الخامس والستين، وقوبل العرض الأول للجمهور الذي حضره المنتجون والمخرجون والممثلون قوبل بالتصفيق لمدة 20 دقيقة من جمهور حاشد. فاز الفيلم بجائزتي لجنة التحكيم الخاصة وأفضل سيناريو. تمت دعوة الفيلم بعد ذلك إلى تورنتو، حيث تم استقباله أيضًا. دخل في المنافسة في أيام قرطاج السينمائية في تونس حيث اكتسح 5 فئات، بما في ذلك جائزة التانيت الذهبي، وأفضل سيناريو (هايلي جيريما)، وأفضل موسيقى (فيجاي آير وجورجا مسفين)، وأفضل ممثل مساعد (أبيي تيدلا) وأفضل تصوير سينمائي (ماريو ماسيني).

## جوائز وترشيحات
- FESPACO في بوركينا فاسو: الجائزة الأولى (يننيجا)
- جائزة الأمم المتحدة لمكافحة الفقر لهيلي جيريما
- جائزة زين للأصالة والجودة الفنية والأداء
- مهرجان البندقية السينمائي: جائزة لجنة التحكيم الخاصة
- جائزة (OSELLA): أفضل سيناريو (هايلي جيريما) [5]
- مهرجان قرطاج السينمائي في تونس: جائزة التانيت الذهبي[6]
- أفضل موسيقى
- أفضل تصوير سينمائي
- أفضل دور داعم للذكور
- مهرجان اميان السينمائي الدولي بفرنسا: جولدن يونيكورن - أفضل فيلم روائي طويل
- مهرجان روتردام السينمائي الدولي
- السينمائي الدولي: أفضل موسيقى
- مهرجان أمازونيا السينمائي في فنزويلا: جائزة الأمازون
- مهرجان ثيسالونيكي السينمائي في اليونان: جائزة القيمة الإنسانية

## روابط خارجية
- مقالات تستعمل روابط فنية بلا صلة مع ويكي بيانات